# Prison de l'Abbaye
Pour les articles homonymes, voir L'Abbaye.
La prison de l’Abbaye  est une ancienne prison française située à Paris qui fut en usage de 1522 à 1854.

## Histoire
Cette abbaye datait des premiers temps de la ville de Paris quand Childebert Ier avait fondé, à l’emplacement d’un temple voué à Isis ou Cérès selon la légende, un monastère consacré à la Sainte-Croix et à saint Vincent qui prit plus tard le nom de Germain, l’évêque qui l’administra.
La basilique de Saint-Germain où fut enterré, entre autres, Childebert Ier, était le « Saint-Denis des Mérovingiens ». Ces origines qui remontent aux sources de l'histoire des rois de France confèrent une valeur symbolique particulière aux massacres qui y furent perpétrés en septembre 1792.
L'abbaye de Saint-Germain-des-Prés possédait un pilori qui existait encore au XVIe siècle. Il fut remplacé, en 1631, par une prison destinée aux militaires et aux "dissipateurs"[pas clair]. Le bâtiment était de forme carrée à trois étages.
Le 30 juin 1789, la prison fut envahie par la foule qui délivra les gardes-françaises emprisonnées pour avoir désobéi aux ordres et, le 1er juillet, l'Assemblée députe vers le roi pour demander la grâce des soldats.
En 1792, la prison de l'Abbaye fut le théâtre de scènes affreuses et sanglantes, connues comme les Massacres de Septembre. Un grand nombre de détenus, parmi lesquels plusieurs ecclésiastiques, y furent massacrés.

### Massacres de Septembre
Pendant la Révolution, on y renferma une foule de personnes de toutes conditions, accusées d'opposition au régime qui avait suivi la chute de la monarchie. L'histoire s'est emparée des événements du 2 et du 3 septembre 1792, dont le déroulement est à la fois confus et complexe à analyser, pour ne garder que le récit d'un groupe de forcenés, conduit par Stanislas-Marie Maillard, dit « Tape-Dur », qui y massacra 164 prisonniers, dont 18 prêtres. Parmi les prisonniers se trouvent le comte Armand Marc de Montmorin Saint-Hérem, l'abbé Lenfant, Jacques Cazotte, Charles François de Virot de Sombreuil et François Jourgniac de Saint-Méard qui a laissé un témoignage poignant de son enfermement à l'abbaye.
De toutes les prisons de Paris qui furent le cadre des massacres de septembre 1792, comme la prison voisine des Carmes, celle de l’Abbaye est, en un certain sens, la plus marquante comme lieu de profanation.
Dans cette prison, plus de 300 personnes furent tuées par une cinquantaine de personnes en la présence de Stanislas-Marie Maillard. On avait entassé des vêtements au milieu de la cour pour en faire une sorte de matelas. La victime, lancée de la porte dans cette sorte d’arène, était passée de sabre en sabre et tombait sur le « matelas » trempé et retrempé de sang. Certains spectateurs s'intéressaient à la manière dont chacun courait, criait et tombait. Ils relevaient le courage ou, au contraire, la lâcheté qu'avait montré telle ou telle victime. Les massacreurs avaient installé des bancs, des bancs pour les messieurs, des bancs pour les dames.
Parmi les victimes se trouvent le comte de Montmorin Saint-Hérem, ministre des Affaires étrangères de Louis XVI et l'abbé Lenfant, prédicateur de Louis XVI et de Joseph II.

### Destruction
La prison de l'Abbaye fut ensuite transformée en prison militaire. Elle a été démolie en 1854, lors du percement du boulevard Saint-Germain durant les transformations de Paris sous le Second Empire effectuées par le baron Haussmann.

## Description

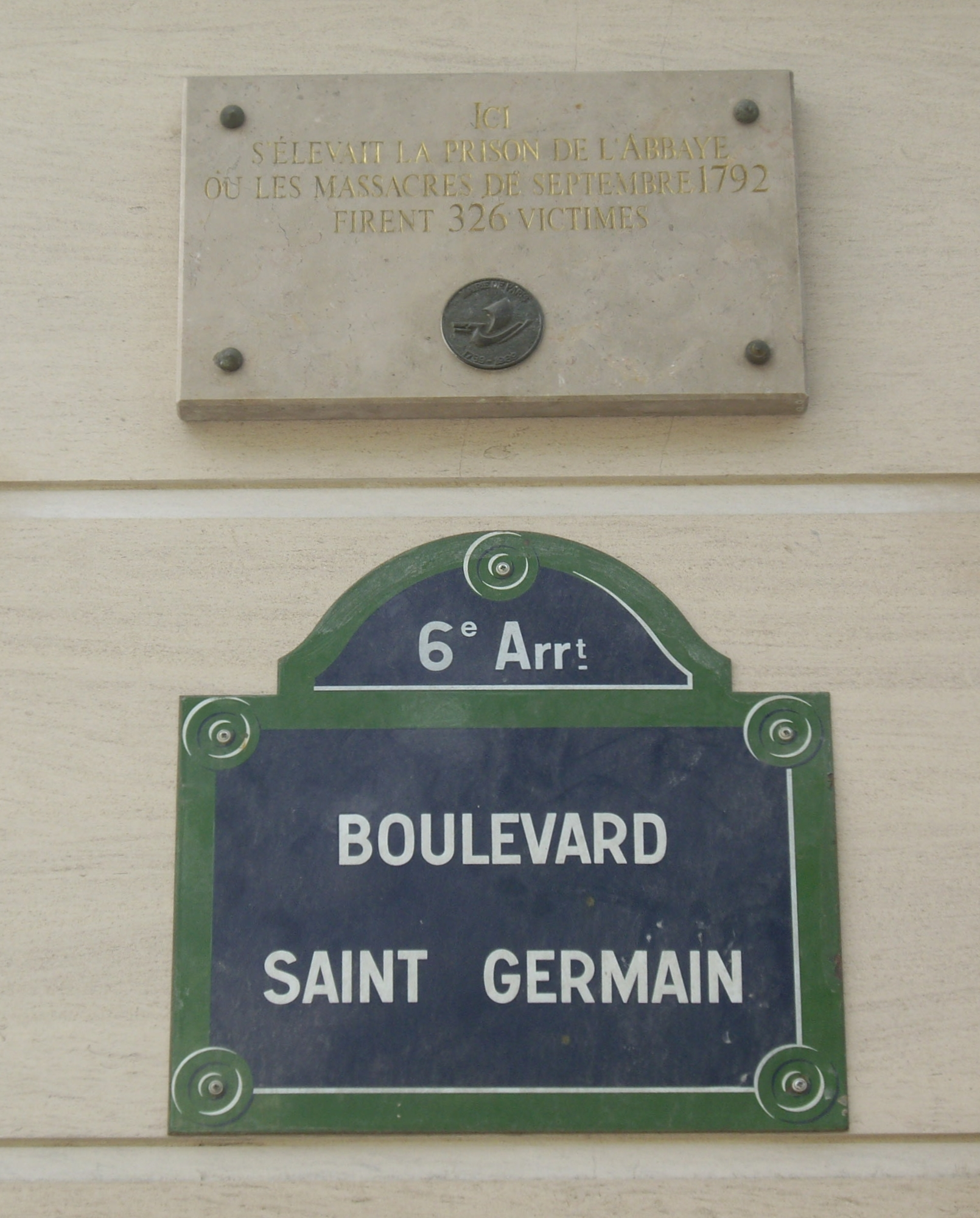
Plaque commémorative au no 133 du boulevard Saint-Germain, dans le 6e arrondissement, posée pour le bicentenaire de la Révolution.

La prison était située au 10, place Sainte-Marguerite (ou place Gozlin entre 1864 et 1866) à l'angle avec la rue Sainte-Marguerite (partie de la rue Gozlin incorporée à l'actuel boulevard Saint-Germain), à Paris. Elle est construite à l’angle de l’enclos de l’abbaye de Saint-Germain-des-Prés après le comblement des fossés qui entouraient l'abbaye.
Cette prison d’État construite par Christophe Gamard entre 1631 et 1635, était composée d’un rez-de-chaussée et de deux étages, flanquée de deux tourelles et d’une échauguette.

## Galerie

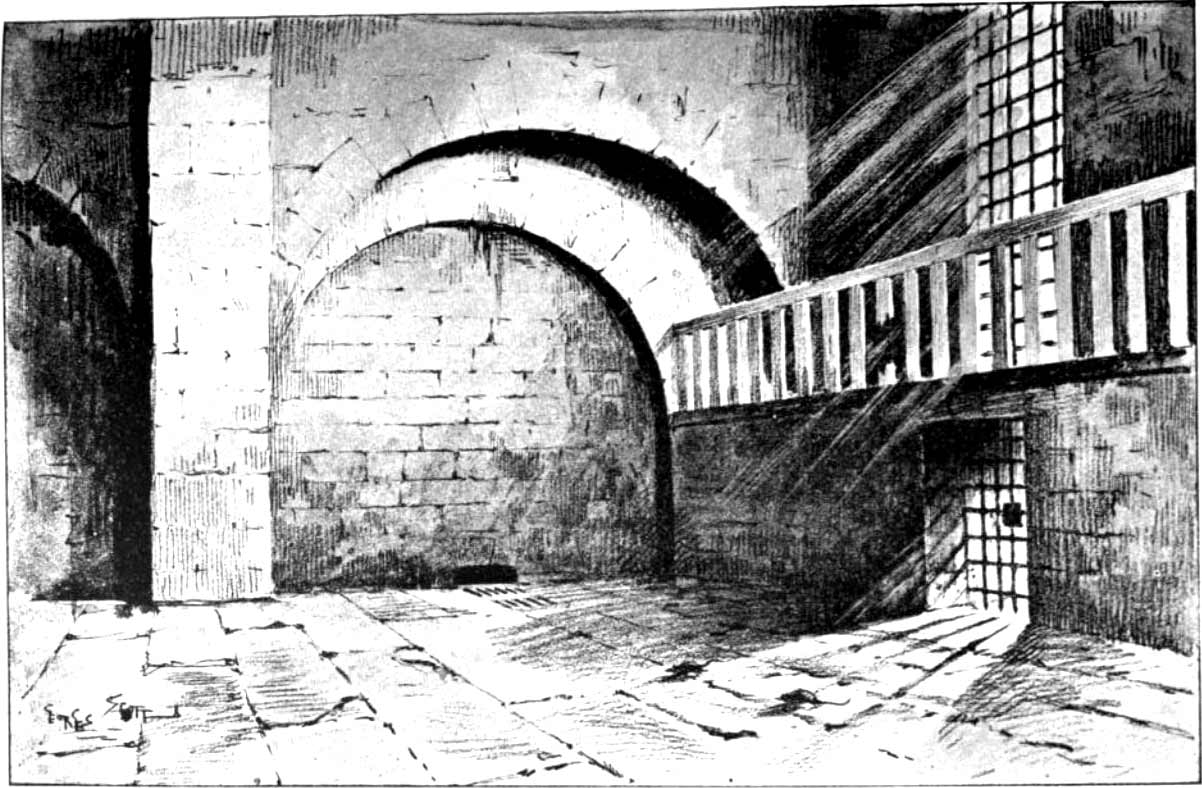
La chapelle de l'Abbaye en 1793.
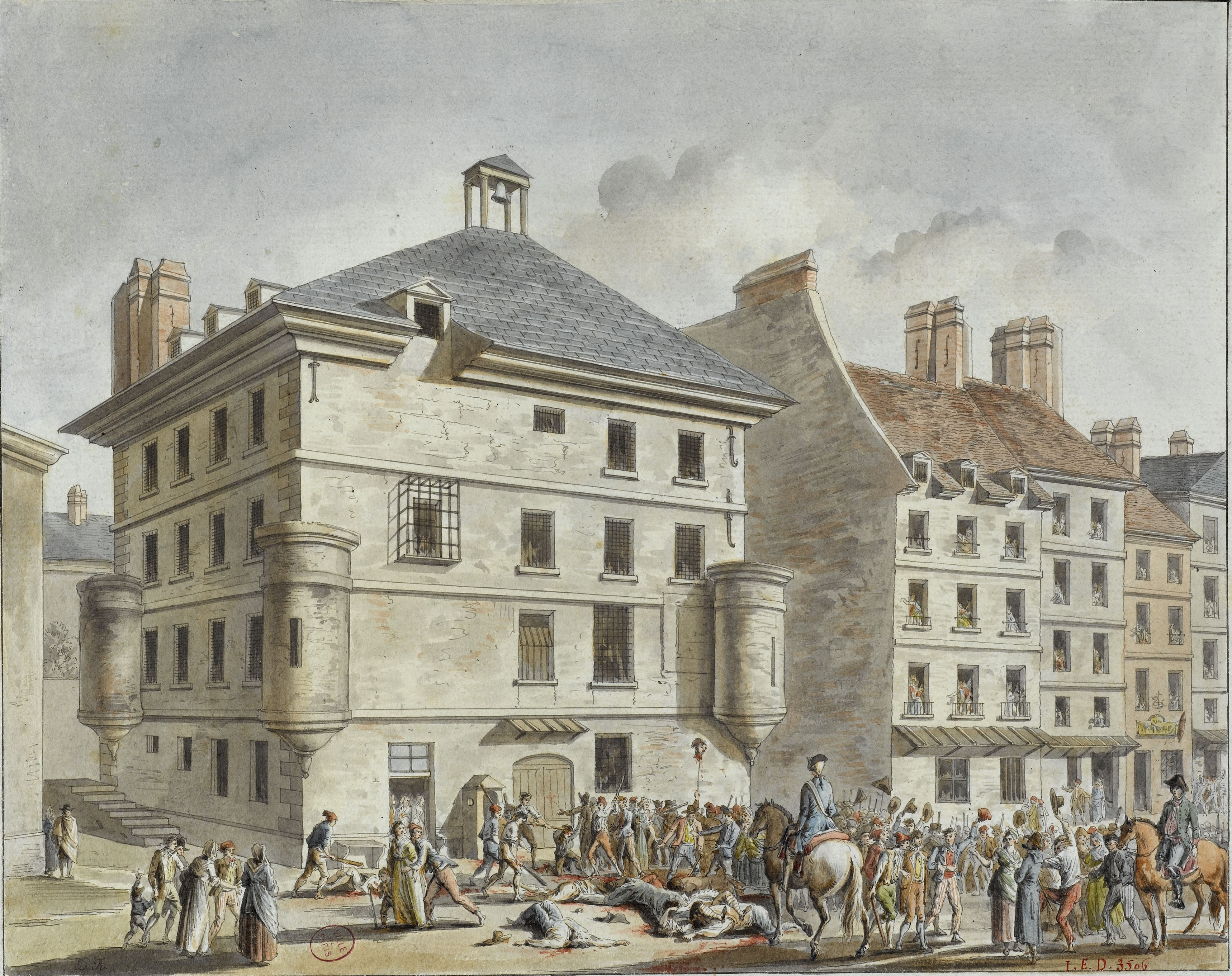
Les massacres de Septembre à la prison de l'Abbaye. Aquarelle de Jules-Adolphe Chauvet, musée Carnavalet, XIXe siècle.